# Ich will
"Ich will"（德译：我想）是Rammstein的一首单曲，2001年9月10日最初发布于德国，由于一天后的九一一袭击事件，许多频道没有播送该曲的MV（原计划9月11日晚在美国电视上播出）。德版单曲目录包含了由Flake翻唱的雷蒙斯合唱团的歌曲"Pet Sematary"。

## MV
Ich will的MV描述了乐队成员参与银行抢劫，镜头在抢劫过程和结果两个场景中切换。
抢劫过程：乐队成员除了Flake头戴丝袜闯入银行，一个巨大的精心制作的炸弹绑在Flake的胸口。各个成员随后离开银行并同时面对特别行动突击队和媒体，媒体对Rammstein成员的反应相当古怪，他们被媒体赞赏了。MV结尾，Flake的炸弹上的计时器到达零，Rammstein的其他MV的画面迅速闪过，然后结束。
结果：乐队成员（Flake除外）带着镣铐穿着囚服从一辆巴士里出来，他们被一大群人和媒体包围并为他们欢呼，他们登上领奖台获得了Goldene Kamera奖 （金摄像机奖，德国版的艾美奖），他们身后是一张巨幅的Flake的棕褐色照片和一口可能放着他“遗体”的棺材。
在一次采访中，Rammstein表示MV是对媒体的讽刺